# Schlacht bei Renty
Die Schlacht von Renty fand am 13. August 1554 zwischen dem Frankreich und dem Heiligen Römischen Reich bei Renty statt, auf dem nordfranzösischen Nebenschauplatz der Italienischen Kriege. Die Franzosen wurden vom Herzog von Guise, die kaiserlichen Truppen von Kaiser Karl V. von Habsburg angeführt.
Die Schlacht endete mit einem Sieg der Franzosen und war die letzte, die Kaiser Karl V. selbst kommandierte. Er zog sich nach der Niederlage aus dem aktiven Kampf zurück und überließ den Kriegsführung seinem Heerführer Emanuel Philibert, Herzog von Savoyen.

## Kontext
- Die Auseinandersetzung zwischen Frankreich und dem Kaiserreich wurde mit Heinrich II., Sohn und Nachfolger von Franz I., gegen denselben Gegner Karl V. fortgesetzt.
- Der Krieg wurde 1551 wieder aufgenommen; Frankreich verbündete sich mit den deutschen Fürsten und trug den Krieg nach Lothringen, nahm Metz Toul Verdun im Jahr 1552.
- Die Kämpfe fanden auch in Flandern statt: Im Juli 1553 verlor Frankreich Vieil-Hesdin, das Karl V. dem Erdboden gleichmachen ließ, und Thérouanne, das im selben Jahr 1553 das gleiche Schicksal erlitt, gewann aber Bouvines, Dinant und Mariembourg.
- 1554 nahm der Connétable de Montmorency einen alten Plan wieder auf, nach Brüssel zu marschieren, zeigte sich aber unentschlossen und zog sich angesichts der kaiserlichen Truppen trotz einer starken Armee von über 40.000 Mann nacheinander nach Cambrai, Calais, Boulogne und schließlich Renty zurück, wo es zur Entscheidung kommen sollte.
- Die Streitkräfte waren auf beiden Seiten etwa gleich stark.

## Vorgeschichte
1554 teilte Heinrich II. an der Nordgrenze Frankreichs alle militärischen Kräfte in drei Armeen auf, um den Gegner im Ungewissen darüber zu lassen, was und von welcher Seite er ihn überraschen und angreifen wollte.
- Die Picardie-Armee unter der Führung von Charles de Bourbon, Prince de La Roche-sur-Yon, lagerte im Umkreis von Saint-Quentin; sie bestand aus 9000 bis 10000 Fußsoldaten der alten und neuen Bandes de Picardie, 300 Waffenknechten und 500 bis 600 Chevaulegers oder Arkebusierreitern.
- Die Champagne-Armee, die Hauptarmee, war zwischen Laon und Crépy unter dem direkten Befehl des Connétable Anne de Montmorency versammelt; sie bestand aus 25 französischen Infanterieeinheiten, den beiden deutschen Regimentern des Rheingrafen und von Oberst Rincrok, 1400 Waffenknechten, 1800 bis 2000 Chevaulegers oder Arkebusierreitern, ebenso vielen Adligen aus dem Arrière-ban  und einigen englischen oder schottischen Kavalleriekompanien.
- Die Maas-Armee lagerte bei Mézières; ihr Generalleutnant François de Clèves, Duc de Nevers, verfügte über zwanzig alte französische Einheiten, vier englische oder schottische Einheiten, die beiden deutschen Regimenter des Christoph von Roggendorf und des Baron de Fontenay, 300 Waffenknechte, 800 Chevaulegers oder Arkebusierreitern und 200 deutsche Pistolenschützen.

Die Offensive begann am 23. Juni 1554. Charles de Bourbon zog ins Artois und verwüstete die ganze Gegend, während der Connétable nach einer Demonstration gegen Avesnes über Maubert-Fontaine, Chimay und Mariembourg nach Givet zog, wo der König zu ihm stieß.
Der Herzog von Nevers marschierte auf dem rechten Ufer der Maas nach Givet, und die Armee des Königs fand sich am 3. Juli vor diesem Ort in zwei durch die Maas getrennten Lagern versammelt. Von Givet aus zog das Heer an beiden Ufern des Flusses hinauf, um Dinant und Bouvines einzunehmen; dann wandte es sich scharf nach Westen und erreichte die Sambre, deren linkes Ufer der kaiserliche General Emanuel Philibert von Savoyen besetzt hielt. Der Übergang erfolgte jedoch kampflos am 19. Juli, wonach die Franzosen plündernd und brandschatzend in Richtung Cambrai und Le Quesnoy weiterzogen. Da Emanuel Philibert nicht über genügend Kräfte verfügte, um die Franzosen in eine Schlacht zu verwickeln, begnügte er sich damit, ihnen von Feldlager zu Feldlager zu folgen. Um sich vor offensiven Rückschlägen zu schützen, marschierte der Großteil der Kaiserlichen in Kampfformation mit dem Tross und bildete eine bewegliche Mauer, die im Alarmfall schnell von den Arkebusieren besetzt wurde.
Am 1. August vereinigte sich der Prince de La Roche-sur-Yon bei Crèvecœur-sur-l’Escaut oberhalb von Cambrai mit der königlichen Armee. Als Heinrich II. sich von 50.000 kampferprobten Männern umgeben sah, beschloss er, der Armee, die Karl V. vor Arras versammelt hatte, eine Schlacht zu liefern. Er drang in die Grafschaft Saint-Pol ein, um den Kaiser zu provozieren; dann hielt er am 8. August in Fruges zwischen Hesdin und Thérouanne an und ließ das Château de Renty und das Château de Fauquembergues angreifen. Da die kaiserlichen Gouverneure die Kapitulation verweigerten, verließ die Armee am 11. August Fruges und bezog an beiden Ufern der Aa zwischen Renty und Fauquembergues Stellung.
Der Connétable wechselte mit der Vorhut auf das linke Ufer und befestigte sein Lager, um Überraschungen vorzubeugen und dem Gegner den Weg abzuschneiden. Um den Kaiser über die Belagerung von Renty zu verunsichern, ließ er vier Feldschlangen auf die Spitze eines Hügels auf der Seite nach Montreuil (im Südwesten) bringen, die bereits begannen, die Verteidigung zu beschießen, während die große Artillerie erst aus den Städten an der Somme herangeführt wurde. Über den Fluss wurden Schiffsbrücken gelegt, um die Verbindung der Vorhut mit dem Lager des Königs, das am rechten Ufer errichtet worden war, zu gewährleisten.
Die leichte Kavallerie des Duc d’Aumale lagerte bei Fauquembergues, um die Brücken zu bewachen und den Fluss zu beobachten. François de Guise, der in der Schlacht das Kommando führte, hatte in der zerklüfteten Ebene von Audincthun Stellung bezogen, hinter einem großen Tal, das 12 Meter breit und ebenso tief war und im Nordosten von den bewaldeten Rampen des Plateaus von Merck-Saint-Liévin dominiert wurde.
Karl V. zögerte, Renty zu helfen und vor allem, eine Schlacht zu riskieren; aber Emanuel Philibert von Savoyen und Ferdinand Gonzaga, den er mit der Elite der italienischen Infanterie aus Mailand hergerufen hatte, flehten ihn an, den Fehdehandschuh des französischen Königs anzunehmen. Der Chef seiner Pistolenschützen, Wolfgang von Schwarzenberg, der „anmaßend einen Fuchs in seinem Kornett trug, der den gallischen Hahn fraß“, schwor ihm, dass seine 2.000 Reîtres, seine „schwarzen Teufel“, wie sie genannt wurden, der gesamten Gendarmerie Frankreichs „über den Bauch fahren“ würden.
Der Kaiser stimmte schließlich zu, sich von Arras nach Thérouanne zu begeben, und bezog am 12. August auf dem Plateau von Merck Stellung, vor dem Bois Guillaume, der ihn vom Lager Heinrichs II. trennte. Dieser Wald war gut bewacht: François de Guise hatte dort in kleinen Senken und Höhlungen 300 Arkebusiere versteckt und am Rand einige Gepanzerte (corslets) unbedeckt gelassen, damit der Feind, wenn er sich zuerst an sie wandte, leichter von den genannten Arkebusieren umzingelt und beschossen werden konnte.

## Die Schlacht
Am 13. August, bei Tagesanbruch, traf ein Trupp deutscher Aufklärer auf den Hinterhalt im Wald, wurde in einen Kampf verwickelt, bei dem sie viele Männer verloren, bevor sie in Unordnung flohen und anschließend dem Kaiser berichtete, dass der Wald von enormen Kräften verteidigt werde.
Ebenfalls am Morgen beschoss die Artillerie der Franzosen das Château de Renty heftiger als zuvor, so dass es nach wenigen Stunden zwei brauchbare Breschen für einen Sturmangriff gab. Der Kaiser war darüber so verärgert, dass er um die Mittagszeit mit einer Artilleriesalve seine Hilfe ankündigen ließ, und gegen den Rat seiner wichtigsten Berater sein ganzes Lager in Kampfbereitschaft versetzte, um den Bois Guillaume zu gewinnen und die Franzosen von dort zu vertreiben.
Der Angriff auf den Wald wurde der Elite der kaiserlichen Armee anvertraut: 2000 Chevaulegers unter dem Herzog von Savoyen und 4000 Arkebusiere unter Ferdinand Gonzaga, die aus den erfahrensten der spanischen und italienischen Fußtruppen ausgewählt worden waren, sowie einige Gepanzerte und Pikeniere zur Unterstützung. Diese Kolonne verfügte über vier Protzen, vierrädrige Feldgeschütze, die sogenannten „Pistolen des Kaisers“, die man schnell in alle Richtungen drehen konnte.
Den Hang hinunter nach Fauquembergues entlang und nahe dem Wald marschierte ein Bataillon Deutscher, angeführt von Graf Johann von Nassau und dem Marschall von Kleve. Flankiert wurde das Bataillon von den 2000 Reîtres des Wolfgang von Schwarzenberg, dicht gefolgt von 1200 Chevaulegers und 4 weiteren Feldgeschützen. Die burgundische Gendarmerie und ein Bataillon Landsknechte waren als Reserve am kaiserlichen Lager zurückgeblieben.
Der Duc de Guise unternahm die Verteidigung des Waldes, während der Connétable, der die Brücken an die Schweizer und den größten Teil der Vorhut übergeben hatte, dem König dabei half, die drei Bataillone Fußtruppen an einem bequemen Ort aufzustellen, um mit der Gendarmerie zu kämpfen. Er stellte die Bandes françaises unter ihrem Colonel général Gaspard II. de Coligny in die erste Reihe, die Landsknechte in die zweite und die Schweizer in die Reserve. Jedes Bataillon hatte zu seiner Rechten ein Gendarmerieregiment, um es zu flankieren. Der Rest der Gendarmerie stellte sich am linken Flügel der Schlachtlinie auf, an der Mündung des Tals von Fauquembergues, wo der Herzog von Aumale mit der gesamten leichten Kavallerie und einigen Arkebusieren zu Fuß, die dazu bestimmt waren, ohne Ordnung zu kämpfen, sich darauf vorbereitete, den Feind aufzuhalten, wenn er über diese breite Straße herunterkommen würde.
Die 300 Arkebusiere und die wenigen französischen Gepanzerten, die den Bois Guillaume verteidigten, hielten ein Scharmützel gegen die Kavallerie des Herzogs von Savoyen und die Infanterie Ferdinand Gonzagas aus. Als sie der Übermacht aber nachgeben mussten, zogen sie sich über Waldwege zurück, unter der Führung von François de Guise, der sie stets mit der Kavallerie des Corps du Guet unterstützte und die Soldaten nicht aufgeben wollte.
Als der Wald in der Gewalt des Feindes war, eilte Guise zum Tal von Fauquembergues und übernahm das Kommando über die Kavallerie des linken Flügels, als die Reîtres nur noch hundert Schritte entfernt waren. Doch die große Schwadron der Reîtres durchbrach jedes Kavalleriespalier, das sich ihnen in den Weg stellte.
Gaspard de Saulx-Tavannes sammelte die Besiegten ein und stellte sie hinter seinen Waffenknechte, die mit den ersten bardes d’acier bewaffnet waren, die man je gesehen hatte, wieder auf; dann wählte er seinen Zeitpunkt und stürmte halb in der Flanke und halb an der Spitze auf den Gegner los. Die Reîtres, die nun ihrerseits zerschlagen wurden, wandten sich ab, mischten sich in die nachfolgenden Cheveaulegers und zogen sie mit sich. Diese Kavallerie brachte jedoch das deutsche Bataillon, das sie flankieren sollte, in Unordnung; der gesamte rechte kaiserliche Flügel flüchtete unter dem Schutz der Artillerie, die am Rand des großen Tals von Fauquembergues Stellung bezogen hatte, in den Bois Guillaume.
Während die Kolonne des Herzogs von Savoyen den Bois Guillaume durchquerte, hatten die spanischen Arkebusiere begonnen, den Waldrand und das französische Bataillon zu beschießen. Aber Gaspard de Coligny stieg ab, ließ 1000 bis 1200 seiner besten Arkebusiere und Gepanzerten aus den Reihen hervorkommen, brach mit der Pike in der Faust an ihrer Spitze so in die spanischen Arkebusiere ein, dass diese Truppe, die doppelt so groß war wie die seine, bald vom Waldrand vertrieben wurde. Ohne den Angriff der deutschen Pistolenschützen abzuwarten, schickte er nacheinander die 400 Cheveaulegers des Regiments Nemours, die Bogenschützen seiner Kompanie und dann die von Tavannes, seinem Maréchal de camp, gegen sie.
Der Herzog von Nevers, der mit seinem Gendarmerieregiment zwischen dem französischen Bataillon und den Landsknechten passierte, galoppierte durch das Tal und stürmte auf die leichte Kavallerie des Herzogs von Savoyen los. Das gesamte feindliche Zentrum wurde in eine solche Unordnung gebracht, dass Fußvolk und Reiter sich zur Flucht in den Wald wandten. Coligny, der den Sieg der Gendarmerie fortsetzte, ließ die Bandes françaises unter dem Feuer der kaiserlichen Artillerie den Wald angreifen: alles, was sich widersetzte, wurde niedergemacht, während die französische Artillerie, die an die Ecke des Waldes gebracht wurde, die gegnerischen Feldschlangen vertrieb.
Die Franzosen beendete die Verfolgung des Gegners erst, als die Nacht hereinbrach. Die Kaiserlichen hatten an diesem Tag fast 2000 und die Franzosen 240 Mann verloren.

## Nach der Schlacht
Die Franzosen bereiteten sich nun darauf vor, den Sieg am nächsten Tag durch den Sturm auf das kaiserliche Lager zu vervollständigen, als sie die Nachricht erreichte, dass auf dem norditalienischen Kriegsschauplatz Piero Strozzi am 2. August 1554 die Schlacht von Scannagallo (auch Schlacht von Marciano genannt) verloren hatte, was die Ratgeber des Königs veranlasste, zu größter Vorsicht zu mahnen. Bis zum 16. August wartete man noch auf einen zweiten Angriff des Kaisers; dann aber, als die Hitzewelle den Aufenthalt auf der von toten Männern und Pferden verseuchte Ebene unhaltbar machte, befahl Heinrich II. das Lager bei Renty abzubrechen und sich nach Montreuil-sur-Mer zurückzuziehen.
Mit der Schlacht bei Renty endete der niederländische Feldzug des Jahres 1554. Der König kehrte nach Compiègne zurück, nachdem er dem Connétable befohlen hatte, den Arrière-ban und die neuen Soldaten zu entlassen und die alten mit der Gendarmerie auf die Garnisonen in der Picardie und der Champagne zu verteilen.
„Karl V. beschloss für seinen letzten Feldzug, das blutige Scharmützel bei Renty in einen glorreichen Sieg umzuwandeln und ihn der göttlichen Gunst zuzuschreiben.“ Es war die letzte Schlacht, die Kaiser Karl V. selbst kommandierte; er zog sich danach aus dem aktiven Kampf zurück und überließ den Kriegsführung seinem Heerführer Emanuel Philibert von Herzog von Savoyen, den er 1555 zum Statthalter der Burgundischen Niederlande machte.